# Saison 2019-2020 du Brest Bretagne Handball
Maillots
Chronologie
2018-2019 2020-2021
Actualités
Dernière mise à jour : 22 avril 2020.
La saison 2019-2020 du Brest Bretagne Handball est la huitième saison de son histoire depuis sa relégation administrative, la quatrième en Ligue Féminine de Handball. Troisième du dernier championnat de France, Brest participe pour la troisième fois de son histoire à la Ligue des Champions à la faveur d'une wild-card.

## Transferts et mouvements d'effectif
| Joueuse            | Poste            | Provenance/Destination   | Durée |
|                    |                  | Arrivées                 |       |
| Kalidiatou Niakaté | Arrière gauche   | Nantes Atlantique HB     | 2 ans |
| Coralie Lassource  | Ailière gauche   | Érdi VSE                 | 2 ans |
| Sandra Toft        | Gardienne de but | Team Esbjerg             | 1 an  |
| Monika Kobylińska  | Arrière droite   | TuS Metzingen            | 2 ans |
| Shenia Minevskaja  | Arrière gauche   | TuS Metzingen            | 2 ans |
| Laurie Carretero   | Gardienne de but | Bourg-de-Péage DHB       | 1 an  |
|                    |                  | Départs                  |       |
| Allison Pineau     | Demi-centre      | Paris 92                 | ans   |
| Marie Prouvensier  | Ailière droite   | OGC Nice                 | ans   |
| Maud-Éva Copy      | Ailière gauche   | Bourg-de-Péage DHB       | ans   |
| Jovana Stoiljković | Arrière gauche   | Chambray Touraine        | ans   |
| Élodie Manach      | Demi-centre      | Arrêt                    | Arrêt |
| Melanie Bak        | Demi-centre      | Bourg-de-Péage DHB       | ans   |
| Amra Pandžić       | Gardienne de but | Kastamonu Belediyesi GSK | ans   |
| Filippa Idéhn      | Gardienne de but | Silkeborg-Voel KFUM      | ans   |
| Marion Limal       | Arrière gauche   | Arrêt                    | Arrêt |
|                    |                  | Prolongations            |       |
| Slađana Pop-Lazić  | Pivot            | 3 ans                    | 3 ans |
| Pauline Coatanea   | Ailière droite   | 3 ans                    | 3 ans |
| Marta Mangué       | Arrière gauche   | 1 an                     | 1 an  |
| Alicia Toublanc    | Ailière droite   | 2 ans                    | 2 ans |
| Amandine Tissier   | Demi-centre      | 2 ans                    | 2 ans |

## Effectif
Légende : les âges indiqués sont ceux au 1er septembre 2019.

## Résultats de la saison

### Championnat

#### Détail des matchs

##### Saison régulière
| Journée | Date       | Club recevant     | Score   | Club visiteur     | Classement (sur 12) | Points |
| --- | ---------- | ----------------- | ------- | ----------------- | ------------------- | ------ |
| MATCHS ALLER |            |                   |         |                   |                     |        |
| J1 | 28.08.2019 | Brest BH          | 31 – 25 | Paris 92          | 2e                  | 3      |
| J2 | 31.08.2019 | Mérignac Handball | 25 – 31 | Brest BH          | 2e                  | 6      |
| J3 | 04.09.2019 | Brest BH          | 29 – 25 | ES Besançon       | 2e                  | 9      |
| J4 | 11.09.2019 | Chambray Touraine | 26 – 31 | Brest BH          | 2e                  | 12     |
| J5 | 15.09.2019 | Brest BH          | 23 – 22 | OGC Nice          | 2e                  | 15     |
| J6 | 21.09.2019 | Brest BH          | 27 – 21 | Toulon Saint-Cyr  | 2e                  | 18     |
| J7 | 09.10.2019 | Bourg-de-Péage    | 20 – 36 | Brest BH          | 2e                  | 21     |
| J8 | 16.10.2019 | Nantes Atlantique | 28 – 28 | Brest BH          | 2e                  | 23     |
| J9 | 25.10.2019 | JDA Dijon         | 27 – 19 | Brest BH          | 2e                  | 24     |
| J10 | 30.10.2019 | Brest BH          | 29 – 28 | Metz Handball     | 1er                 | 27     |
| J11 | 06.11.2019 | Fleury Loiret     | 27 – 32 | Brest BH          | 1er                 | 30     |
| MATCHS RETOUR |            |                   |         |                   |                     |        |
| J12 | 29.12.2019 | Paris 92          | 19 – 31 | Brest BH          | 1er                 | 33     |
| J13 | 05.01.2020 | Brest BH          | 37 – 28 | Mérignac Handball | 1er                 | 36     |
| J14 | 11.01.2020 | ES Besançon       | 26 – 26 | Brest BH          | 2e                  | 38     |
| J15 | 18.01.2020 | Brest BH          | 23 – 22 | Chambray Touraine | 1er                 | 41     |
| J16 | 05.02.2020 | OGC Nice          | 25 – 24 | Brest BH          | 1er                 | 42     |
| J17 | 12.02.2020 | Toulon Saint-Cyr  | 18 – 30 | Brest BH          | 1er                 | 45     |
| J18 | 26.02.2020 | Brest BH          | 29 – 20 | Bourg-de-Péage    | 1er                 | 48     |
| J19 | 29.01.2020 | Brest BH          | 28 – 21 | Nantes Atlantique | 1er                 | 51     |
| J20 | Annulé     | Brest BH          | –       | JDA Dijon         |                     |        |
| J21 | Annulé     | Metz Handball     | –       | Brest BH          |                     |        |
| J22 | Annulé     | Brest BH          | –       | Fleury Loiret     |                     |        |
| La compétition est définitivement arrêtée en raison de la pandémie de maladie à coronavirus de 2019-2020 Aucun champion de France n'est désigné, Brest et Metz se partagent la première place. |            |                   |         |                   |                     |        |
| Légende: Victoire Nul Défaite |            |                   |         |                   |                     |        |

### Coupe d'Europe

#### Ligue des champions

##### Phase de groupe: groupe C
| Journée                       | Date       | Club recevant       | Score   | Club visiteur       | Classement (sur 4) | Points | Rapport          |
| ----------------------------- | ---------- | ------------------- | ------- | ------------------- | ------------------ | ------ | ---------------- |
| MATCHS ALLER                  |            |                     |         |                     |                    |        |                  |
| J1                            | 05.10.2019 | Budućnost Podgorica | 32 – 35 | Brest BH            | 2e                 | 2      | Feuille de match |
| J2                            | 12.10.2019 | Brest BH            | 37 – 24 | Râmnicu Vâlcea      | 1er                | 4      | Feuille de match |
| J3                            | 19.10.2019 | SG BBM Bietigheim   | 32 – 35 | Brest BH            | 1er                | 6      | Feuille de match |
| MATCHS RETOUR                 |            |                     |         |                     |                    |        |                  |
| J4                            | 02.11.2019 | Brest BH            | 36 – 30 | SG BBM Bietigheim   | 1er                | 8      | Feuille de match |
| J5                            | 10.11.2019 | Brest BH            | 32 – 28 | Budućnost Podgorica | 1er                | 10     | Feuille de match |
| J6                            | 16.11.2019 | Râmnicu Vâlcea      | 23 – 26 | Brest BH            | 1er                | 12     | Feuille de match |
| Légende: Victoire Nul Défaite |            |                     |         |                     |                    |        |                  |

Classement sur 4
|   | Équipe                  | Pts | J | G | N | P | Bp  | Bc  | Diff |
| - | ----------------------- | --- | - | - | - | - | --- | --- | ---- |
| 1 | Brest Bretagne Handball | 12  | 6 | 6 | 0 | 0 | 201 | 169 | 32   |

Brest se qualifie pour le tour principal et conserve les 8 points acquis contre Budućnost et Vâlcea.

##### Tour principal: groupe 2
Brest commence le tour principal avec 8 points, à la 2e place du groupe 2.
| Journée                       | Date       | Club recevant | Score   | Club visiteur | Classement (sur 6) | Points | Rapport          |
| ----------------------------- | ---------- | ------------- | ------- | ------------- | ------------------ | ------ | ---------------- |
| MATCHS ALLER                  |            |               |         |               |                    |        |                  |
| J1                            | 26.01.2020 | Győri ETO KC  | 27 – 27 | Brest BH      | 2e                 | 9      | Feuille de match |
| J2                            | 02.02.2020 | RK Krim       | 25 – 29 | Brest BH      | 2e                 | 11     | Feuille de match |
| J3                            | 09.02.2020 | Brest BH      | 31 – 22 | IK Sävehof    | 2e                 | 13     | Feuille de match |
| MATCHS RETOUR                 |            |               |         |               |                    |        |                  |
| J4                            | 23.02.2020 | Brest BH      | 28 – 29 | Győri ETO KC  | 2e                 | 13     | Feuille de match |
| J5                            | 29.02.2020 | Brest BH      | 37 – 26 | RK Krim       | 2e                 | 15     | Feuille de match |
| J6                            | 08.03.2020 | IK Sävehof    | 17 – 29 | Brest BH      | 2e                 | 17     | Feuille de match |
| Légende: Victoire Nul Défaite |            |               |         |               |                    |        |                  |

#### Phase finale
| Tour            | Opposant   | Aller      | Aller | Retour     | Retour | Cumulé | Rapports |
| --------------- | ---------- | ---------- | ----- | ---------- | ------ | ------ | -------- |
| Quart de finale | Rostov-Don | xx.xx.2020 | -     | xx.xx.2020 | -      | -      |          |

| Légende : * équipe recevant, victoire, match nul, défaite. |

### Coupe de France
| Entrée en lice en 8e de finale                                                                           |            |                           |         |          |
| 8e de finale                                                                                             | 18.02.2020 | HBC Celles-sur-Belle (D2) | 21 – 27 | Brest BH |
| Quart de finale                                                                                          | 11.03.2020 | Stella Saint-Maur (D2)    | 24 – 34 | Brest BH |
| Demi-finale                                                                                              | Annulé     | Metz Handball             | .. – .. | Brest BH |
| La compétition est définitivement arrêtée en raison de la pandémie de maladie à coronavirus de 2019-2020 |            |                           |         |          |
| Légende: Victoire Nul Défaite                                                                            |            |                           |         |          |

## Palmarès et distinctions individuelles
- Joueuse du mois de LFH
  -  Ana Gros (1) : septembre